# 게이브리얼 데이먼

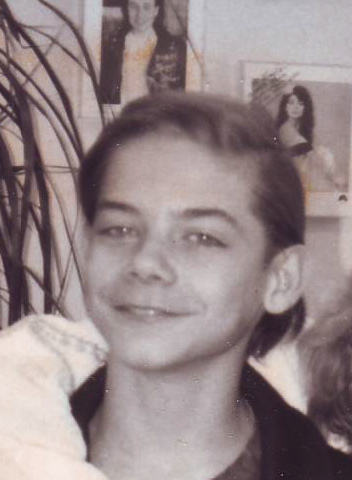

게이브리얼 데이먼(영어: Gabriel Damon, 1976년 4월 23일 ~ )은 미국의 전 배우, 전 영화 제작자이다. 2006년 연예업계에서 은퇴하였다.
리노에서 태어났다.

## 출연 작품

### 영화
- 천사들의 합창 (1984, Shattered Vows)
- Terminus (1987)
- 할아버지는 멋쟁이 (1986)
- 공룡시대 (1988) - 애니메이션
- 리틀 네모 (1989)
- 불타는 태양 (1988)
- 로보캅 2 (1990) - 홉 역
- 실패한 성공 (1991)
- 뉴스보이 (1992) - 스폿 콘론 역
- Social Misfits (2001)

### 텔레비전
- 영광의 파일럿 (1984, Call to Glory)
- 내 이름은 펑키 (1985)
- SOS 해상 구조대 (1989-97)